# Alfonso al IX-lea al Leonului
Alfonso al IX-lea (n. 15 august 1171, Zamora⁠(d), Castilia și León, Spania – d. 24 septembrie 1230, Sarria⁠(d), Galicia, Spania) a fost regele Leonului și Galiciei de la moartea tatălui său Ferdinand al II-lea, din 1188 până la moartea sa. 
Alfonso s-a născut în Zamora și a fost singurul fiu al regelui Ferdinand al II-lea al Leonului și a soției sale, Urraca a Portugaliei. Alfonso a avut mari dificultăți în a obținerea tronul prin dreptul de întâi născut. 
Convocarea din Leon în Bazilica San Isidoro ar fi una dintre cele mai importante evenimente ale domniei lui Alfonso. Situația economică dificilă la începutul domniei lui l-a obligat să ridice impozitele claselor defavorizate, ceea ce a dus la proteste și revolte în câteva orașe. Ca răspuns, Împăratul a convocat nobilii, clericii și reprezentanții orașelor precum și cerințele cu care se confruntă, pentru cheltuielile compensatorii și un control extrem de supraveghere a cheltuielilor regale. 
După ce Alfonso al VIII-lea al Castiliei a fost învins în bătălia de la Alarcos, Alfonso al IX-lea a invadat Castilia cu ajutorul trupelor musulmane. El a fost sumar excomunicat de Papa Celestin al III-lea. În 1197, Alfonso s-a căsătorit cu a doua sa verișoară, Berengaria de Castilia, pentru a cimenta pacea dintre Leon și Castilia. În 1198, Papa Inocențiu al III-lea a declarat căsătoria celor doi invalidă, dar au rămas împreună până în 1204.
Papa a fost, totuși, obligat să modifice măsurile sale de amenințare, în cazul în care oamenii nu puteau obține serviciile religioase, ei nu aveau să sprijine clerul și erezia s-ar extinde. Regele a fost lăsat sub interdicție personală, însă el a arătat indiferența sa și a avut sprijinul clerului. 
Alfonso al IX-lea al Leonului a murit pe 24 septembrie 1230. Moartea sa a fost deosebit de important pentru fiul său, Ferdinand al III-lea al Castiliei, care era deja rege al Castiliei și moștenise scaunul domniei din Leon de la tatăl său. Într-un efort de a consolida rapid puterea asupra Leonului, Ferdinand a abandonat o campanie militară pentru a captura orașul Jaén imediat după ce a auzit vestea morții tatălui său. Încoronarea sa a unit regatul Leon cu cel al Castiliei.